# Франконський округ
Франко́нський о́круг (лат. Circulus Franconicus, нім. Fränkischer Reichskreis) — у 1500 — 1806 роках імперський округ Священної Римської імперії. Створений 2 липня 1500 року за наказом німецького короля Максиміліана І на Аугсбурзькому рейхстазі як округ № 1. Складалося зі східної частини колишнього Франконії, що приблизно відповідає сучасним баварським округам Верхньої, Середньої та Нижньої Франконії, тоді як західна Рейнська Франконія належала до Верхньорейнського округу. Титул «герцога Франконії» претендували єпископи Вюрцбургу. Ліквідовано через розпуск імперії.

## Склад
| Назва        | Тип управління       | Коментарій |
| ------------ | -------------------- | --- |
| Ансбах       | Маркграфство         | Засновано в 1398 році, належало дому Гогенцоллернів, придбано Пруссією в 1791 році, 28-ме місце в Рейхстазі                                                                |
| Бамберг      | Князь-єпископство    | Єпархія заснована в 1007 році королем Генріхом II, князь-єпископство приблизно з 1245 року, 11-те місце в Рейхстазі                                                        |
| Байройт      | Маркграфство         | Засновано в 1398 році в Кульмбаху, належало Гогенцоллернам, з 1769 року перебувало в персональній унії з Ансбахом, придбано Пруссією в 1791 році, 30-те місце в Рейхстазі. |
| Кастелль     | Графство             | Імперське графство з 1202 року |
| Айхштет      | Князь-єпископство    | Засновано в 741 році святим Боніфацієм; 17-те місце в Рейхстазі |
| Ербах        | Графство             | Імперське графство з 1532 |
| Франконія    | Тевтонський бейлівік | Мав осередок в Бад-Мергентгаймі, 9-те місце в Рейхстазі |
| Гаузен       | Графство             | Належало Бамбергу з 1007 року, кондомініум разом з Байройтом і Нюрнбергом з 1538 року                                                                                      |
| Геннеберг    | Графство             | Князівство з 1310 року, династія згасла в 1583 році, придбано Саксен-Ваймаром та Саксен-Готою в 1660 році                                                                  |
| Гогенлое     | Графство             | Імперське графство з 1450 року, піднесено до князівства в 1744 році. |
| Лімпург      | Графство             | Територія навколо замку Лімпург поблизу Швебіш-Галля, що належав роду Шенкен фон Лимпург, спадковим чашникам богемських королів.                                           |
| Левенштайн   | Графство             | Безпосереднє підпорядкування імператору з 1494 року, перейменовано на Левенштайн-Вертгайм з 1574 року, підвищено до князівства в 1711 році                                 |
| Нюрнберг     | Імперське місто      | Безпосереднє підпорядкування імператору надано Фрідріхом II Гогенштауфеном в 1219 році                                                                                     |
| Райхельсберг | Панство              | Територія навколо замку Райхельсберг поблизу Ауба, спочатку феод, наданий Бамбергом Гогенлое, з 1401 року феод Вюрцбурга                                                   |
| Рінек        | Графство             | Територія навколо замку Рінек, засновано в 1168 році, лен Майнца з 1366 року, династія згасла в 1559 році, придбано імперськими графами Ностіцами в 1673 році.             |
| Ротенбург    | Імперське місто      | Безпосереднє підпорядкування імператору надано Рудольфом Габсбургом в 1274 році                                                                                            |
| Шварценберг  | Баронство            | Засновано в 1429 році графами Зайнсгайму, територія навколо замку Шварценберг поблизу Шайнфельда, Імперське графство з 1599 року, князівство з 1670 року                   |
| Швайнфурт    | Імперське місто      | З 1254 року |
| Зайнсгайм    | Графство             | Належав Шварценбергу з 1655 року |
| Вайсенбург   | Імперське місто      | З 1296 року |
| Вельцгайм    | Панство              | Лен Вюртембергу, в 1379 — 1713 роках у володінні династії Шенкен фон Лімбург                                                                                               |
| Вертгайм     | Графство             | Засновано в 1132 році, придбано Левенштейном в 1574 році |
| Візентайд    | Панство              | Імперське графство з 1678 року, придбане графами Шенборнами в 1701 році |
| Віндсгайм    | Імперське місто      | З 1248 року |
| Вюрцбург     | Князь-єпископство    | Засновано в 741 році святим Боніфацієм, князь-єпископство з 1168 року, 13-те місце в Рейхстазі                                                                             |

## Карти

1500
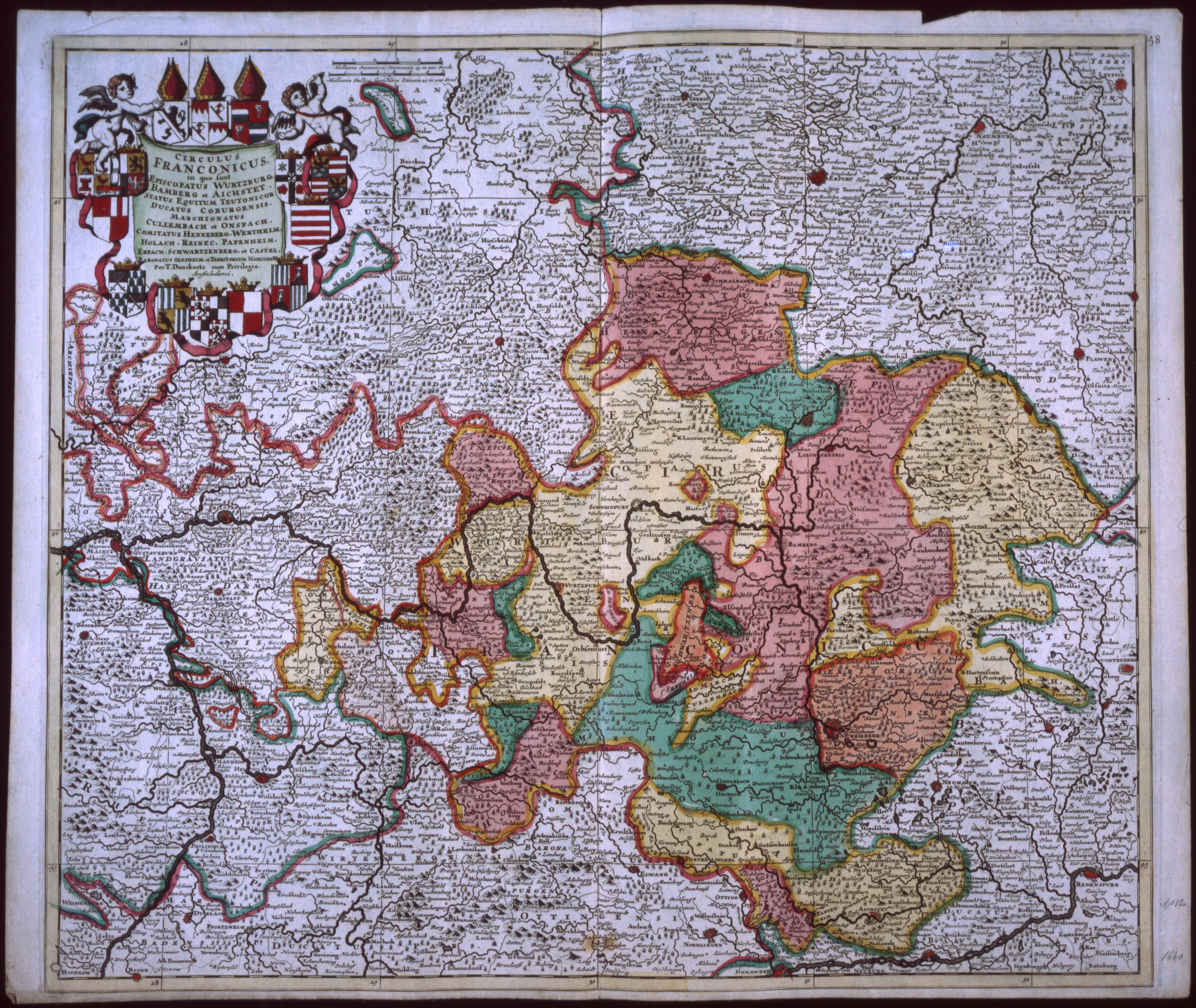
1680
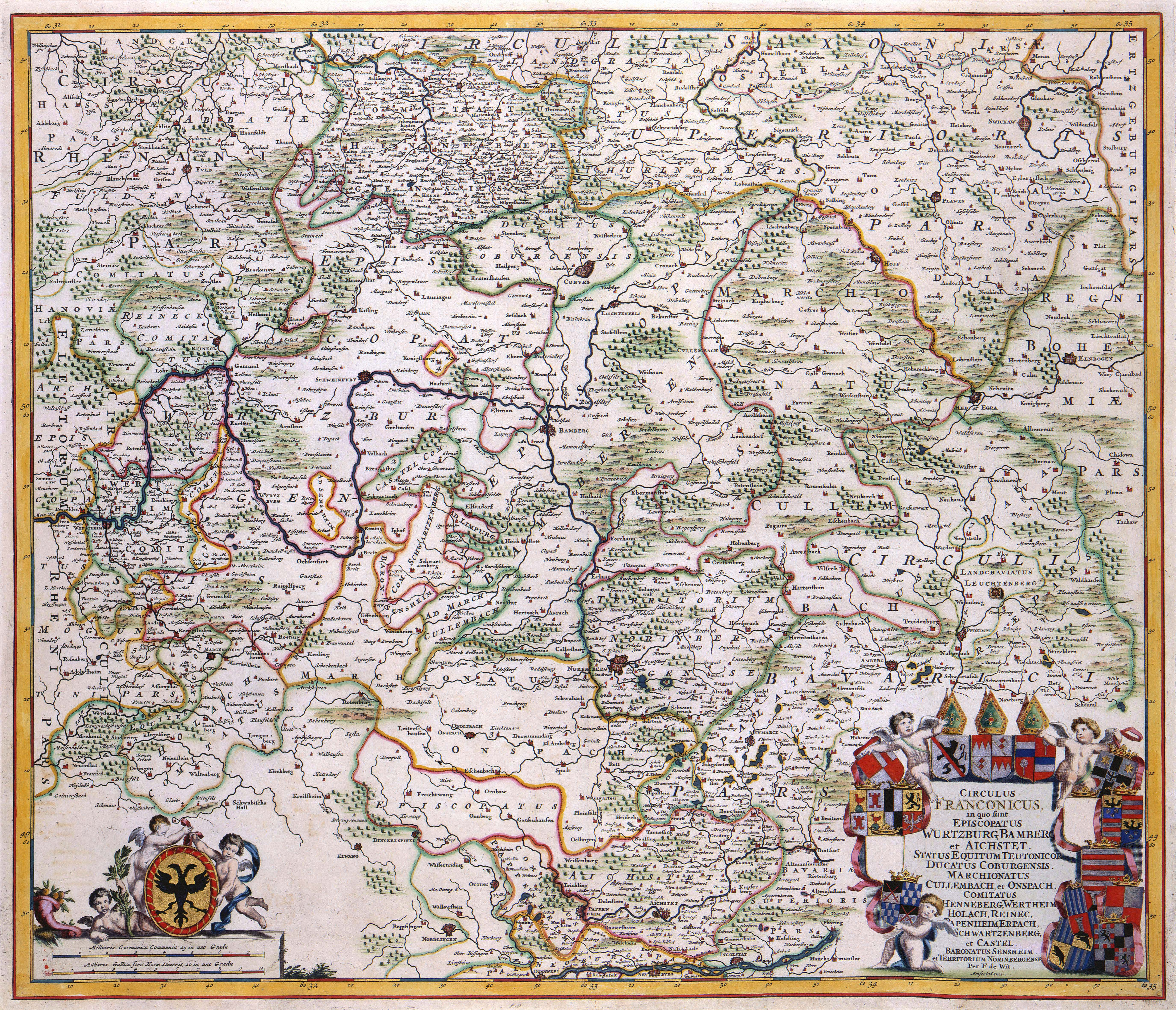
1706
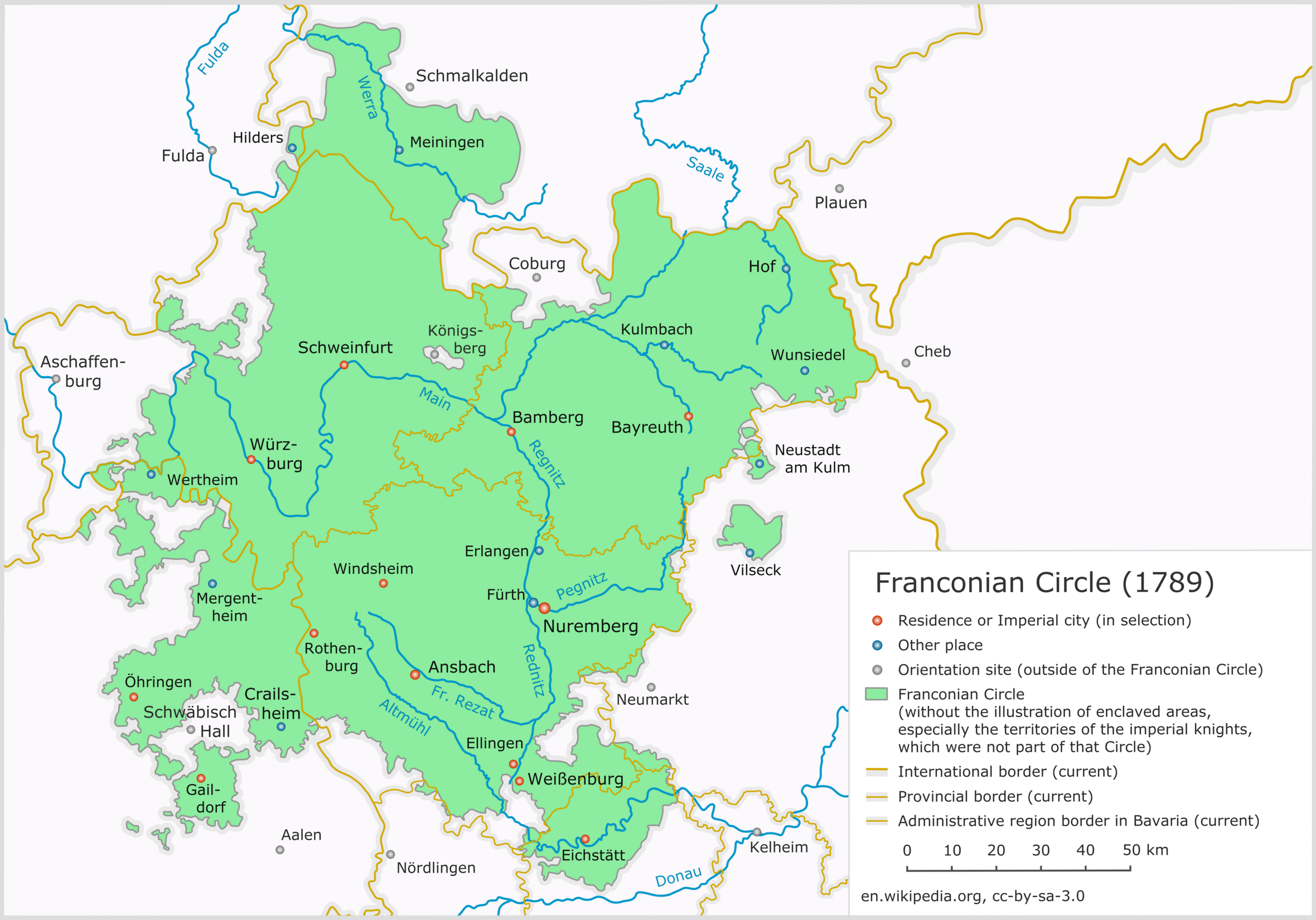
1789

### Монографії
- Dotzauer, W. Die deutschen Reichskreise in der Verfassung des alten Reiches und ihr Eigenleben. (1500–1806). Darmstadt: Wissenschaftliche Buchgesellschaft, 1989.
- Dotzauer, W. Die deutschen Reichskreise (1383–1806). Geschichte und Aktenedition. Stuttgart: Franz Steiner, 1998.
- Reichskreis und Territorium. Die Herrschaft über die Herrschaft?. Stuttgart: Thorbecke, 2000.

### Довідники
- Creiß // Zedler, J. Grosses vollständiges Universal-Lexicon Aller Wissenschafften und Künste. 1733, Bd. 6, Sp. 1562–—1563.